# Optika
Óptika (starogrško ὀπτική: óptiké - videz, podoba) je veja fizike, ki se ukvarja z značilnostmi in obnašanjem svetlobe ter z interakcijo med svetlobo in snovjo.
Optiko navadno uporabljamo za opis vidne, infrardeče ali ultravijolične svetlobe. Ker pa je svetloba elektromagnetno valovanje, podobne pojave opazimo tudi pri rentgenskih žarkih, mikrovalovih, radijskih valovih in drugih oblikah elektromagnetnega valovanja.

## Geometrijska optika
V približku geometrijske optike obravnavamo elektromagnetno valovanje kot žarke. Približek je uporaben, kadar je valovna dolžina svetlobe dosti manjša od razsežnosti najmanjše komponente optičnega sistema. Glavni orodji geometrijske optike sta lomni in odbojni zakon. Z njima lahko razloži delovanje optičnih naprav, kot so astronomski daljnogled, mikroskop ali oko.

## Valovna optika
Valovna optika obravnava svetlobo kot elektromagnetno valovanje. Z upoštevanjem valovne narave svetlobe lahko razloži pojave, kot so absorpcija, sipanje, uklon, interferenca, polarizacija ipd.

## Kvantna optika
Kvantna optika upošteva, da svetlobo sestavljajo energijski kvanti, fotoni. Zato lahko razloži fotoelektrični pojav, delovanje laserjev in načela spektroskopije.